# A Moonclad Reflection
A Moonclad Reflection prvi je EP švedskog melodičnog death metal sastava Dark Tranquillity. Objavljen je 1992. godine. Pjesme s albuma također su objavljene na kompilaciji Exposures – In Retrospect and Denial.

## Popis pjesama
Tekstovi: Mikael Stanne, glazba: Niklas Sundin i Martin Henriksson.
| 1. | »Unfurled by Dawn« | 7:24 |

| Strana B | Strana B      | Strana B | Strana B | Strana B | Strana B | Strana B | Strana B | Strana B | Strana B |
| Br.      | Skladba       | Trajanje |          |          |          |          |          |          |          |
| -------- | ------------- | -------- | -------- | -------- | -------- | -------- | -------- | -------- | -------- |
| 2.       | »Yesterworld« | 7:56     |          |          |          |          |          |          |          |
| 15:20    |               |          |          |          |          |          |          |          |          |

## Zasluge
Dark Tranquillity
- Niklas Sundin – gitara, akustična gitara, grafički dizajn
- Martin Henriksson – bas-gitara
- Mikael Stanne – gitara, prateći vokal
- Anders Fridén – vokal
- Anders Jivarp – bubnjevi, klavijature

Ostalo osoblje
- Anders Iwers – fotografije
- Dragan Tanaskovic – produkcija